# Georgizam
Georgizam je ekonomska ideologija temeljena na djelima američkog ekonomista Henryja Georgea. Georgisti tvrde da pojedinci trebaju posjedovati vrijednost koju stvaraju, ali da ekonomska vrijednost zemljišta (uključujući prirodne resurse) treba pripadati jednako svim članovima društva.
Glavna preporuka georgističke politike je porez na vrijednost zemljišta. Prihod od ovog poreza koristio bi se za smanjenje ili eliminaciju postojećih poreza (poput poreza na dohodak, trgovinu ili kupovinu) koji su nepravedni i neučinkoviti.
Henry George popularizirao je ideju generiranja javnih prihoda od zemljišta i privilegija prirodnih resursa u svojoj knjizi "Napredak i siromaštvo" (1879.). Filozofija georgizma je utemeljena na ranijim misliocima poput Johna Lockea, Barucha Spinoze i Thomasa Painea. Mnogi ekonomisti, od Adama Smitha i Davida Ricarda do Miltona Friedmana i Josepha Stiglitza, primijetili su da je porez na vrijednost zemljišta ekonomski učinkovit u usporedbi s drugim porezima.
Pristalice poreza na vrijednost zemlje tvrde da bi to smanjilo ekonomsku nejednakost, povećalo ekonomsku učinkovitost, obeshrabrilo spekulaciju s zemljom i promoviralo optimalno korištenje zemlje. Georgizam je stekao značajnu popularnost i utjecaj krajem 19. i početkom 20. stoljeća, što je dovelo do osnivanja političkih stranaka, institucija i zajednica temeljenih na njegovim načelima.